# 990-ті
Раннє Середньовіччя •  Епоха вікінгів •  Золота доба ісламу •  Реконкіста

## Події

### Східна Європа і Візантія

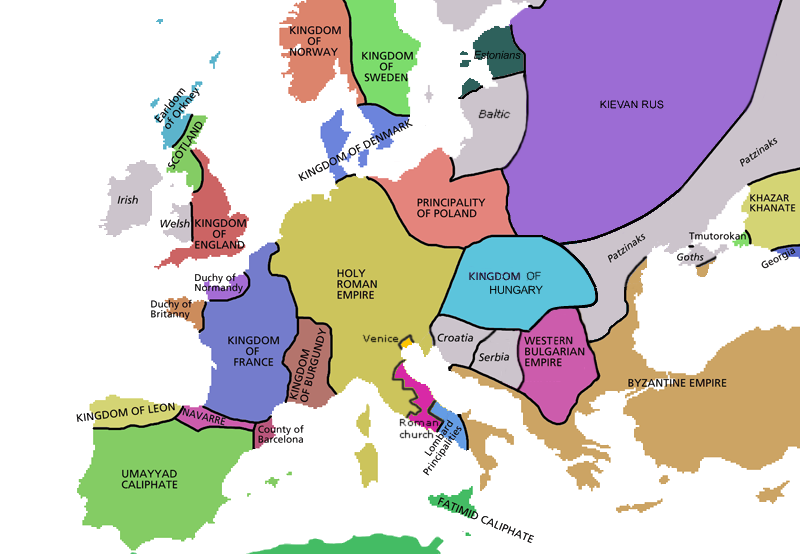
Політична мапа Європи на 998 рік.

У Київській Русі впродовж десятиліття правив князь Володимир Святославич, розділивши підвладні землі між своїми синами. На початку десятиліття Володимир приєднав до своїх володінь території білих хорватів. Далі утверджувалося християнство. У 990—996 роках на замовлення князя Володимира споруджено першу кам'яну в Києві — собор Богородиці (Десятинна церква).
У Візантії тривало правління Василія II Болгаробійці. Візантія вела війну як з болгарами на Балканському півострові, так і з Фатімідами у Малій Азії.
Під правлінням Стефана I Угорщину проголошено королівством. Мадярські племена не без опору прийняли християнство. Польщу очолював Болеслав I Хоробрий. Він відвоював Сілезію, Моравію та Краковію у Богемії. Східна частина Болгарії далі залишалася під контролем Візантії. Західне Болгарське царство очолював цар Самуїл. Після смерті Степана Држислава в Хорватії розпочалася війна між його трьома синами. За підтримки болгар 1000 року Крешимір III та Гойслав скинули з трону старшого брата Светослава Суронью.

### Західна Європа
Оттон III, імператор Священної Римської імперії, досяг повноліття і розпочав правити самостійно. 996 року папа Григорій V офіційно коронував його римським імператором. Цей папа був германцем, родичем Оттона, і його обрали під тиском німецького імператора. Коли Оттон покинув Рим, там спалахнув бунт, і римляни обрали антипапу Івана XVI. 998 року Оттон повернувся і скинув антипапу.
Вікінги відновили напади на Королівство Англія. У Королівстві Англія запроваджено податок, що дістав назву данські гроші. Ісландія прийняла християнство. Ймовірно, впродовж цього десятиліття вікінги вперше висадилися у Північній Америці. Наприкінці десятиріччя відбулася оспівана в сагах битва під Сволдером, у якій загинув норвезький король Олаф Трюггвасон.
На Піренейському півострові Кордовським халіфатом фактично правив Аль-Мансур. Халіфат був могутньою силою й часто здійснював походи на північні християнські королівства Леон, Наварру та Барселону.

### Азія та Північна Африка
Багдад утримували у своїх руках роздроблені Буїди. Фатіміди контролювали Єгипет і Близький Схід, вели війни з Візантією. Завершилося правління Саманідів у Центральній Азії. Бухару захопили Караханіди, а у Хорасані почалося становлення держави Газневідів.
Династія Сун правила південною частиною Китаю, на півночі кидані мали свою державу Ляо. В Японії тривав період Хей'ан. Значно розширила свої володіння в Індостані держава Чола, захопивши, зокрема, острів Цейлон.